# 29214 Apitzsch
29214 Apitzsch è un asteroide della fascia principale. Scoperto nel 1991, presenta un'orbita caratterizzata da un semiasse maggiore pari a 2,8781426 UA e da un'eccentricità di 0,1417907, inclinata di 2,97232° rispetto all'eclittica.
L'asteroide è dedicato all'astronomo tedesco Rolf Apitzsch.